# Xã Labette, Quận Labette, Kansas
Xã Labette (tiếng Anh: Labette Township) là một xã thuộc quận Labette, tiểu bang Kansas, Hoa Kỳ. Năm 2010, dân số của xã này là 394 người.